# Gare de Hundling
La gare de Hundling est une gare ferroviaire française de la ligne de Haguenau à Hargarten - Falck, située sur le territoire de la commune de Hundling, dans le département de la Moselle en région Grand Est.

## Situation ferroviaire
Établie à 225 mètres d'altitude, la gare de Hundling (PN 98) est située au point kilométrique (PK) 91,063 de la ligne de Haguenau à Hargarten - Falck, entre les gares ouvertes de Sarreguemines et de Farschviller, s'intercale la halte fermée de Diebling.

## Histoire
Dans les années 2000, les temps de parcours en TER sont de 7 minutes pour Sarreguemines, 20 minutes pour Béning et une heure pour Bitche.

## Fréquentation
De 2015 à 2024, selon les estimations de la SNCF, la fréquentation annuelle de la gare s'élève aux nombres indiqués dans le tableau ci-dessous.
| Année     | 2015   | 2016   | 2017   | 2018   | 2019   | 2020   | 2021   | 2022   | 2023   | 2024  |
| --------- | ------ | ------ | ------ | ------ | ------ | ------ | ------ | ------ | ------ | ----- |
| Voyageurs | 37 398 | 35 090 | 34 555 | 34 386 | 38 274 | 36 599 | 25 896 | 17 112 | 13 909 | 3 894 |

### Accueil
Point d'arrêt SNCF à accès libre, la halte dispose de deux quais et d'un abri.

### Desserte
Hundling est desservie par des trains régionaux TER Grand Est de la relation Béning - Sarreguemines - Bitche (ligne 17).

### Intermodalité
Un parking pour les véhicules y est aménagé.
Le point d'arrêt des cars, en cas de remplacement d'un train, est situé rue Victor Hugo à côté de la Mairie.